# Bobbahn Arosa

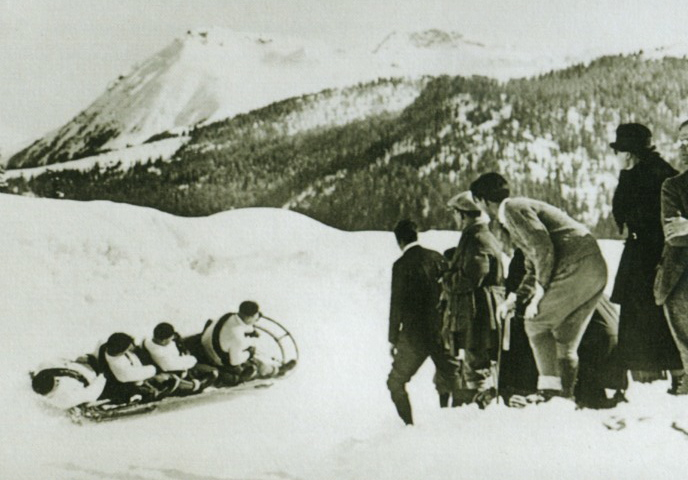
Die Bobbahn Arosa, Rennszene beim Rütland auf halber Strecke

Die Bobbahn Arosa im Schweizer Kur- und Sportort Arosa war eine der ältesten Bob- und Rennschlittenbahnen der Welt. Sie wurde erstmals im Winter 1897/98 in Betrieb genommen und existierte an verschiedenen Standorten bis 1946.

## Die Anfänge des Bob- und Rodelsports in Arosa

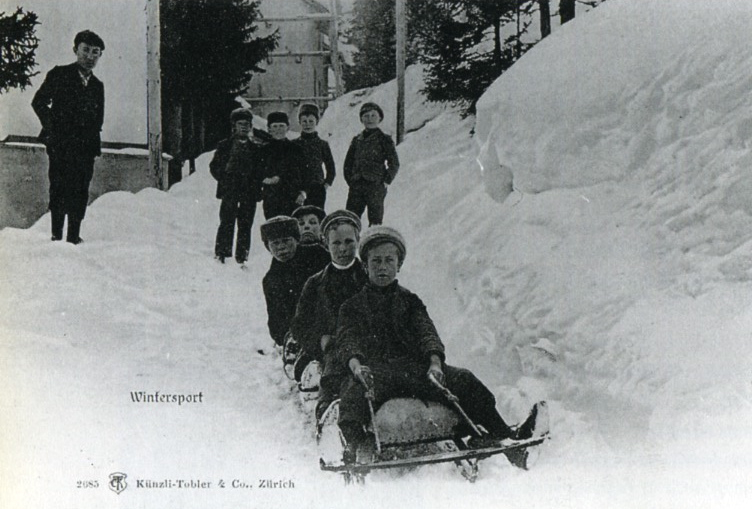
Jugendbobsport auf improvisierter Bahn um 1905

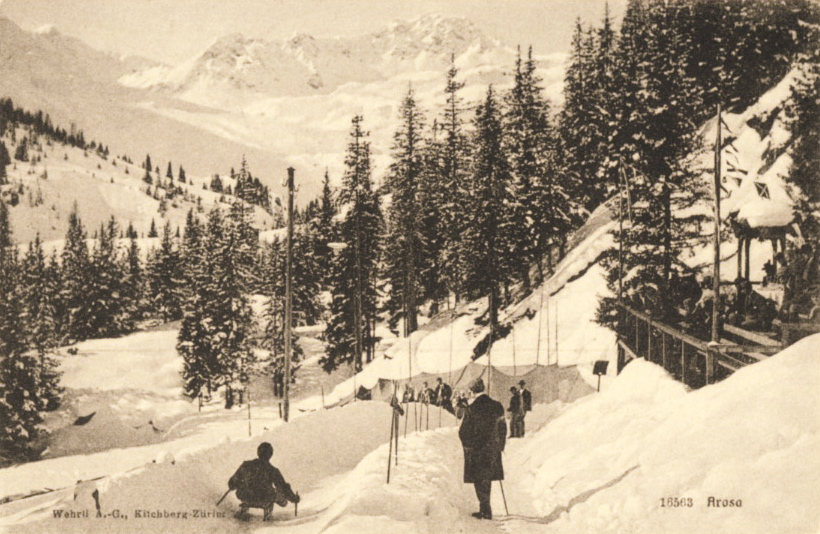
Die Grand Hotel-Bahn im Vollausbau

Mit dem aufkommenden Wintertourismus Ende des 19. Jahrhunderts nahm die Popularität des Bob- und Rodelsports in Arosa bei Gästen und Einheimischen stark zu. So entstand 1896 der Plan für eine künstliche Schlittelbahn am rechten Plessurufer vom Mühleboden zur Isel. 1897 existierte eine erste ausgebaute Schlittelbahn vom Dorfplatz hinunter zum Grand Hotel (Savoy) (heute: Robinson Club). In jenem Jahr wurde auch ein erstes "internationales Wettschlitteln", unter anderem mit namhaften Teilnehmern aus Davos und Klosters, durchgeführt. Hierfür stiftete der Kurverein Arosa (heute: Arosa Tourismus) einen ersten Wanderpreis im Wert von 250.-- Franken.
Am 12. Dezember 1897 gründete eine Kommission, bestehend aus drei Deutschen, drei Engländern, zwei Holländern und einem Schweizer, den Arosa Bobsleigh und Toboggan Club – Schlittelverein Arosa. Dessen erster Präsident und wohl auch Initiant war der promovierte deutsche Arzt Jacobi vom Sanatorium Berghilf (heute: Tschuggen Grand Hotel). Bereits bei seiner Gründung verfügte der Club über 67 Mitglieder. Am 7. Januar 1898 startete man das erste Rennen auf der 1890 eröffneten Schanfiggerstrasse hinunter nach Litzirüti, der sogenannten Rütibahn. Noch im selben Jahr erstellte man mit der Maranerbahn eine weitere Strecke, die vom Rainweg zum Seebodenplatz (Hotel Alexandra) beziehungsweise auf den Obersee führte. Diese wurde in den folgenden Jahren wie die Grand Hotel-Bahn teilweise vereist und meist für Skeleton- und Rodelfahrten genutzt. Die Benutzung des Eisruns Maran-Obersee war nur zu bestimmten Stunden gestattet, und zwar gegen eine Gebühr von 2.-- Franken pro Tag oder 15.-- Franken pro Saison.
Schon in der Saison 1898/99 wurden in Arosa 17 Konkurrenzen durchgeführt, davon zwölf auf der Maranerbahn und fünf auf der Rütibahn. Am 3. Februar 1900 erfolgte schliesslich die Gründung des English Tobbogan Club Arosa durch die zahlreich anwesenden Engländer, der bis zum Ausbruch des Ersten Weltkrieges zusammen mit dem bereits bestehenden Verein sämtliche Rennen organisierte. Das Interesse am neuen Sport war derart gross, dass vorübergehend noch weitere Bahnen folgten: 1911 richtete der im Jahr zuvor gegründete Schlittelclub Plessur eine Anlage von der Egga via Arosa Kulm Hotel über den Mühleboden zur Aroser Säge ein, und 1914 entstand schliesslich eine erste Bahn auf der Prätschlistrasse.

## Die Bobbahn nach Litzirüti (Rütibahn)
Die bekannteste Aroser Bahn war diejenige vom Usser Wald bis zur Plessurbrücke unterhalb von Litzirüti. Es war die längste und anspruchsvollste Strecke der Schweiz. Die Rütibahn stand vorwiegend den Bobs und den grösseren Schlitten zur Verfügung. Das erste Rennen fand am 7. Januar 1898 statt.

### 1897 bis 1914
Aufgrund ihres grossen Gefälles wurde die Strecke, auf der sich bis 1914 auch Pferdegespanne und Fussgänger fortbewegen mussten, zunächst nicht vereist. An den vier wichtigsten Stellen schützte man allerdings schon damals die Kurven mit grossen Schneemauern. Dies war notwendig, da sich die Zuschauer in den Anfangszeiten mit Vorliebe an den Aussenseiten der Kurven aufhielten, was zu einigen gefährlichen Situationen führte.

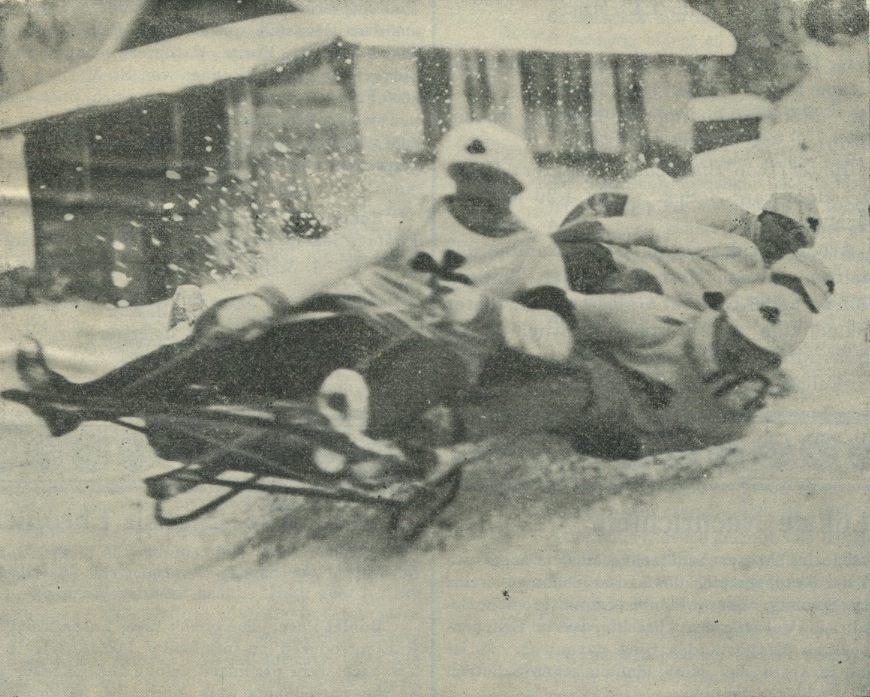
Alpenhofkurve in Litzirüti

Zu jener Zeit war es aufgrund der herrschenden Verhältnisse nicht möglich, ungebremst in die grossen Kurven einzufahren. Stürze gehörten zur Tagesordnung und wurden von den Zuschauern mit Freudengebrüll quittiert. Der Pilot bedurfte einer guten Schulung und eiserner Nerven. Jeder angehende Steuermann musste sich während eines bis zweier Winter als "Lay in man" (Mitfahrer) verdienen. Danach konnte er nach hinten an die Bremse wechseln. Breaksman (Bremser) zu sein war damals allerdings kein grosses Vergnügen; auf der mit Schlittengeleisen und Löchern versehenen Bahn sprangen die Bobs oft meterhoch, und der Schlussmann, der sich nur an den Bremsen festhalten konnte, durfte diese keinesfalls loslassen und musste auf jeden Fall sitzen bleiben. Meistens kam er darum abends körperlich völlig erschöpft nach Hause. Weiter herrschte auf den Gefährten militärische Disziplin: Der Steuermann musste seine Hinterleute links und rechts liegen sowie im Schnee kratzen lassen, damit der Bob nicht umkippte. Unter den Engländern kursierte angesichts dieser Anforderungen der Spruch: In St. Moritz ist Bobfahren ein Vergnügen, in Arosa ein Sport.
Ungeachtet dessen war der Bob- und Rodelsport schon vor der Eröffnung der Arosabahn ungeheuer populär, vor allem unter den zahlreich anwesenden Grafen, Baronen, Lords und Attachés. Es gab Bobrennen, an denen mehr als 20 Viererbobs teilnahmen. Diese mussten nach den Bewerben jeweils mit Pferdegespannen vom Zielbereich beim Restaurant "Rütihof" nach Arosa zurückgebracht werden. Das Rennkomitee fuhr stets in einer geschlossenen Schlittenkutsche an Start und Ziel, "die ganze Würde der Rennleitung auf diese Weise auch nach aussen bekundend".

### 1914 bis 1927

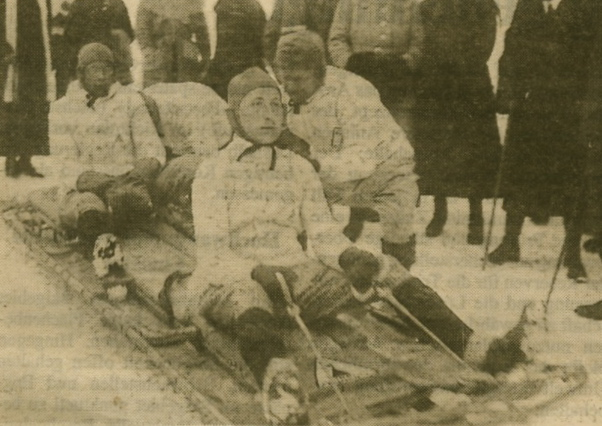
Start zu einem Bobrennen nach 1914

Die Eröffnung der Bahnstrecke Chur-Arosa am 11. Dezember 1914 führte dazu, dass der Strassenverkehr zwischen Arosa und Litzirüti im Winter praktisch zum Erliegen kam. Damit war es fortan möglich, diesen Abschnitt längere Zeit zu sperren und die Bobbahn mit ihren 14 Kurven vollwertig auszubauen. Dies geschah durch den Einbau von Kurvengerüsten und einer teilweisen, künstlichen Vereisung. Die Gerüste wurden jeweils im November errichtet. Hierfür verantwortlich war der einheimische Baumeister Caprez mit seinen Helfern. Dem Obersee wurden grosse Eis- und Schneeklötze entnommen, die man mit der Eisenbahn zu den grossen Kurven im Rütland transportierte. Die mit dem Zug nicht erreichbaren Orte wurden entsprechend mit Pferdeschlitten bedient. Bis zur allgemeinen Zulassung des Automobilverkehrs in Graubünden im Jahr 1927 diente die Rütibahn im Winter praktisch ausschliesslich dem Bob- und Rodelsport. Der Rücktransport der Sportgeräte nach Arosa erfolgte nun via Eisenbahn, was eine grosse Vereinfachung darstellte.

### 1927 bis 1935

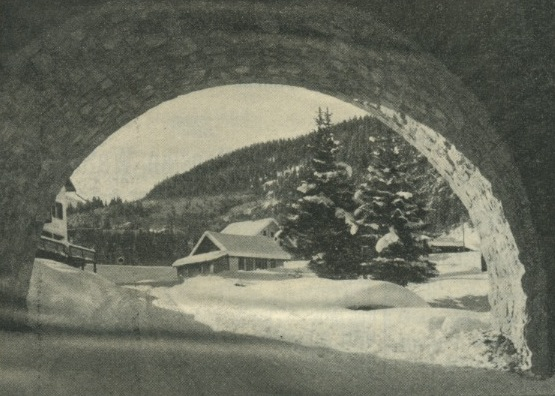
3. Viadukt in Litzirüti

Nach der Zulassung des Autoverkehrs in Graubünden 1927 wurde die Nutzung der Rütibahn zunehmend schwieriger, da der Individualverkehr auf der Strasse rasch zunahm. Diese konnte nurmehr mit der Einwilligung des Kantons Graubünden vormittags und nachmittags zeitweise gesperrt werden. Zudem zwang die Weltwirtschaftskrise den Kurverein Arosa vorübergehend zu grossen Kosteneinsparungen; 1931 konnten so einzig die sechs Hauptkurven voll ausgebaut werden, was zu einer spürbaren Qualitätseinbusse führte. 1933 stand den Bahnbauern gar nur noch ein Gesamtbudget von SFr. 2500.-- zur Verfügung. Dies bedeutete, dass die Kurven überhaupt nicht mehr ausgebaut, sondern nur noch die Unterlage hergerichtet wurde. 1935 gab man schliesslich die Rütibahn als permanente Sportstätte definitiv auf. Zwar fanden darauf noch bis in die späten 1950er-Jahre hinein gelegentliche Schlittelrennen statt, aber auch deren Ausführung gestaltete sich aufgrund der notwendigen Sperrung der Strasse immer schwieriger.

### Streckenführung
Der Start befand sich nördlich des Schwarzsees auf rund 1717 m. ü. M. an der Stelle, wo die Strasse ihr grösstes Gefälle erhält. Das Starthaus – ursprünglich ein Holzbau – existiert heute noch; es begrüsst und verabschiedet jeweils die mit dem Auto reisenden Gäste. Die Bahn war 3027,6 m lang, der Höhenunterschied betrug 313 m bei einem durchschnittlichen Gefälle von 10,34 %. Vom Start bis zur ersten Kehre (grosse Kurve oder SOS-Rank) waren 732,6 m zu durchfahren, bis zur S-Kurve 1512,6 m und bis zum Rütihof 2502,6 m. Der Streckenrekord für Rodel lag bei 5:24 Minuten, für Bobs bei 4:49 Minuten.

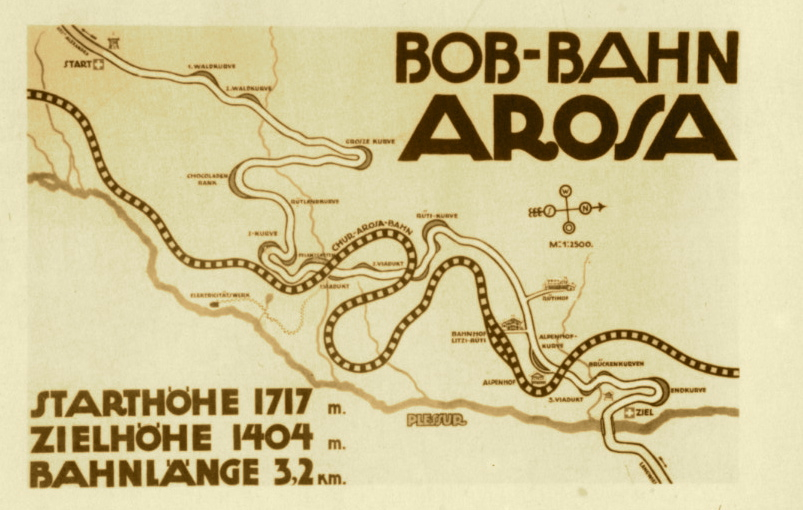
Streckenplan der Rütibahn

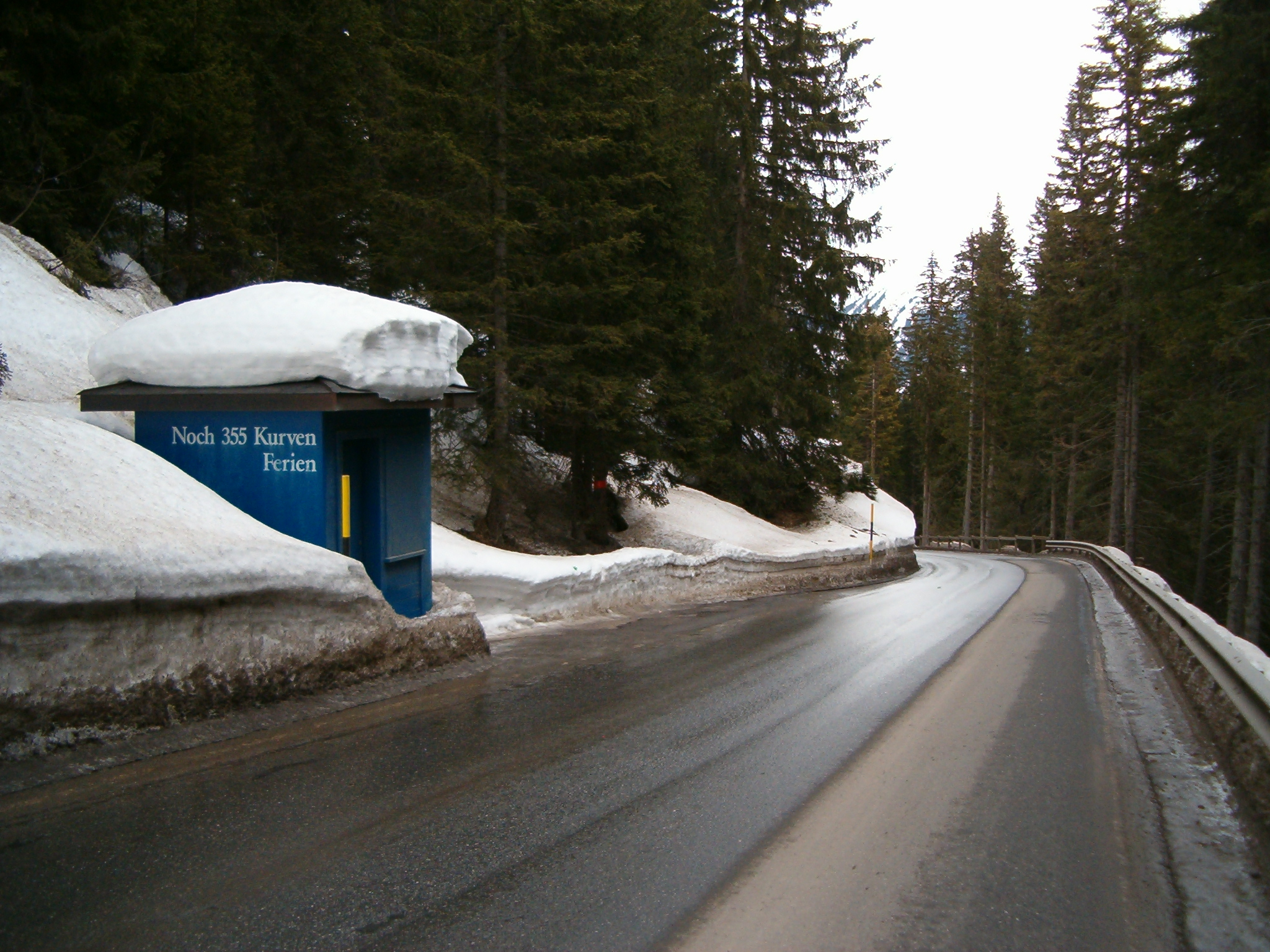
Ehemaliger Start der Rütibahn

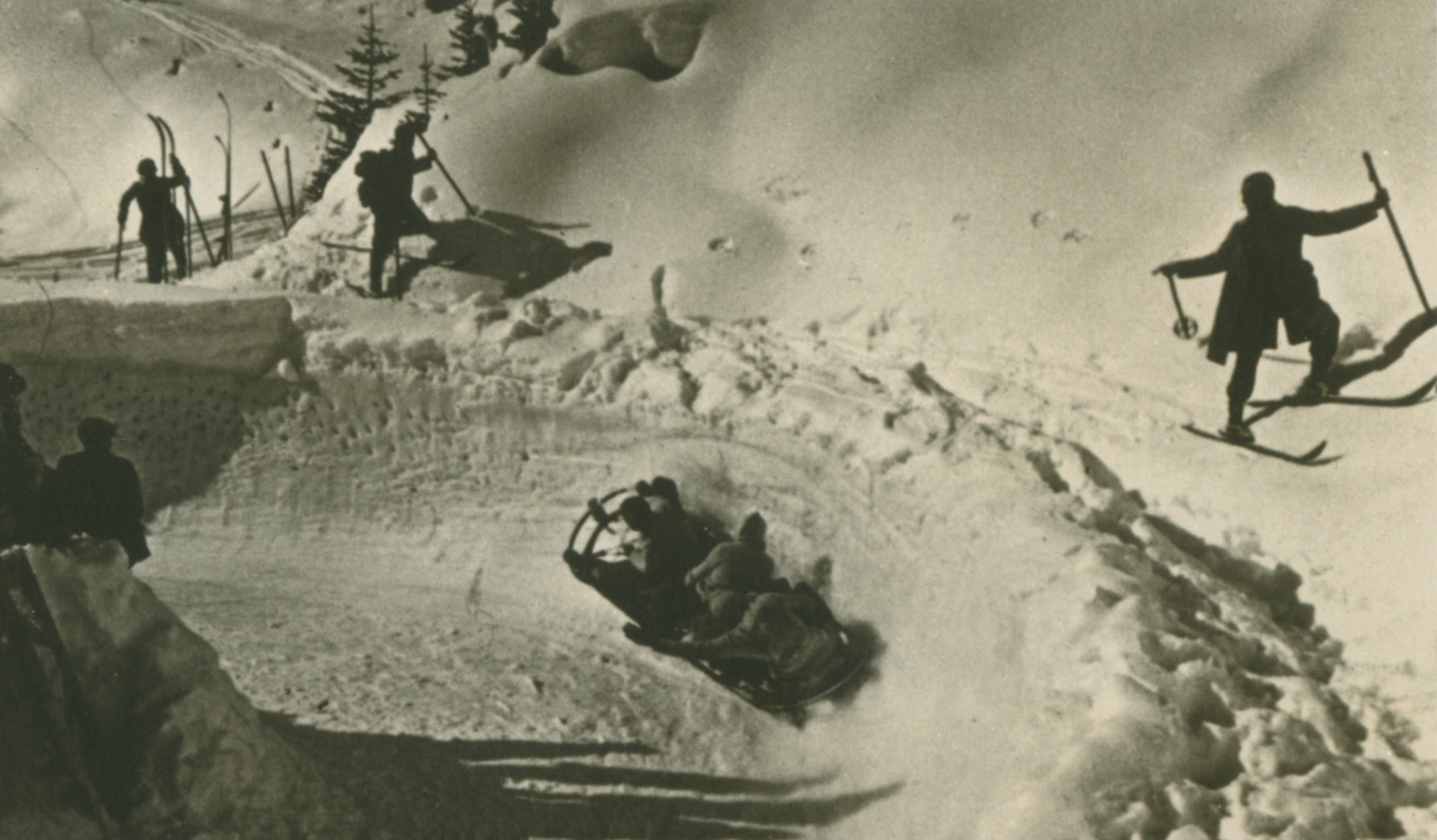
Rütibahn in der S-Kurve

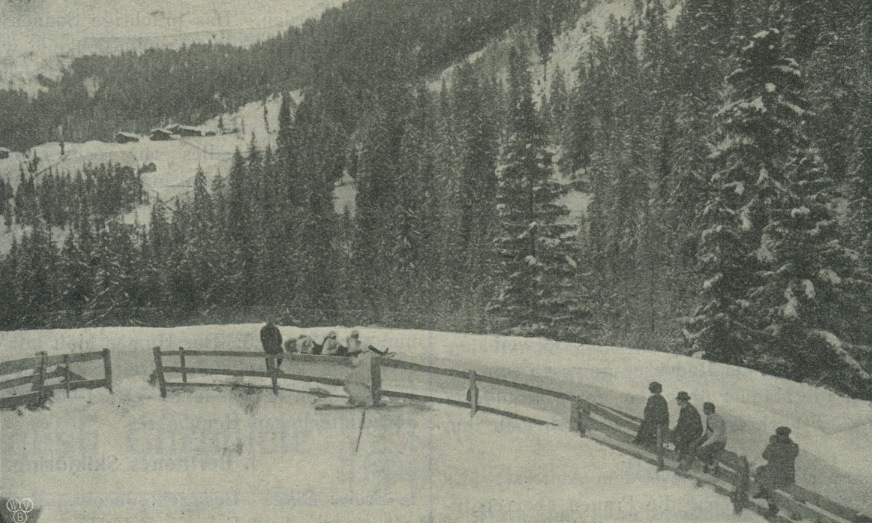
Endkurve der Rütibahn, oben links die Sunnenrüti

Die Kurven wurden einzig nach geografischen Kriterien benannt.
| Kuven-Nummer | Name                    | Grund der Benennung |
| ------------ | ----------------------- | --- |
| 1.           | Start                   | Am Starthaus, bei Kilometer 27.4 der Schanfiggerstrasse (heutige Messung). |
| 2.           | Erste Waldkurve         | Erste Rechtskurve im Usser Wald (Höhrain). |
| 3.           | Grosse Kurve (SOS-Rank) | Die erste Kehre nach dem steilsten Abschnitt. Schlüsselstelle. Nach der Zulassung des Autoverkehrs befand sich hier ein Nottelefon des ACS.                                                |
| 4.           | Schokoladen Rank        | Grosse Linkskurve mit Zuschauerfeld. Es wurde dort warme Schokoladenmilch ausgeschenkt. |
| 5.           | Rütlandkurve            | 90-Grad Rechtskurve im Rütland vor der Anfahrt zur S-Kurve. |
| 6.           | S-Kurve                 | Rechts-links-Kombination (jeweils 90 Grad) unterhalb Rütland. Schlüsselstelle. |
| 7.           | Pflanzgarten            | Rechtskurve vor der ersten Unterführung der Arosabahn. Am unteren Ende der Rütlandwiese befand sich ein Pflanzgarten.                                                                      |
| 8.           | 1. Viadukt              | Links-rechts-Kombination nach der Unterführung des 1. Viadukts. |
| 9.           | 2. Viadukt              | Zwei aufeinanderfolgende Linkskurven nach der Unterführung des 2. Viadukts. |
| 10.          | Rütikurve               | Grosse Rechtskurve beim Austritt aus dem Wald in die Litzirüti. Schlüsselstelle. |
| 11.          | Alpenhof-Kurve          | Langgezogene Linkskurve beim Restaurant Alpenhof (heute Sport- und Ferienhaus Valbella). Schnellste Kurve.                                                                                 |
| 12.          | 3. Viadukt              | Linkskurve nach der Unterführung des 3. Viadukts in der Rüti. |
| 13.          | Brückenkurven           | Kurven bei der Brücke über den Seebach. |
| 14.          | Endkurve                | Zweite und letzte Kehre nach rechts unmittelbar vor dem Ziel. Schlüsselstelle. |
| 15.          | Ziel und Auslauf        | Das Ziel befand sich unmittelbar vor der Plessur. Das Zielhaus stand auf der rechten Seite. Es existiert heute nicht mehr. Der Auslauf erfolgte über die Linkskurve auf die Plessurbrücke. |

### Grossanlässe
In ihrer fast 40-jährigen Geschichte war die Rütibahn Schauplatz diverser hochkarätiger Rennen in den Kategorien Vierer- und Zweierbobs sowie Skeleton und Rennschlitten. Es wurde um 21 verschiedene Pokale gekämpft, darunter den International-Bobsleigh-Challenge (Sieger Zweierbob 1910: Joachim von Ribbentrop mit Vater auf «Meteor»), den Philip’s und den Victoria Cup. In den Jahren 1920, 1922, 1926 und 1931 fanden auf dieser Strecke die Schweizer Meisterschaften statt; einzige Ausnahme waren die Skeletonbewerbe, die jeweils auf der Maranerstrecke durchgeführt wurden. Für die Durchführung von Bob- und Skeleton-Weltmeisterschaften, die erst seit 1930 ausgetragen wurden, konnte die Bahn angesichts der seit 1927 veränderten Umstände allerdings nicht mehr berücksichtigt werden.

### Kenner der Rütibahn
Aufgrund der überdurchschnittlich anspruchsvollen Anlage gehörten die einheimischen Bewerber zur Zeit der Rütibahn zu den besten der Schweiz und gewannen in allen wichtigen Kategorien diverse nationale Meistertitel. Auch an den Olympischen Winterspielen 1924 in Chamonix und 1928 in St. Moritz nahm mit dem prominenten Viererbob-Team um Charles Stoffel jeweils eine Aroser Mannschaft teil.

## Die Bahn Prätschli-Obersee (Prätschlibahn)

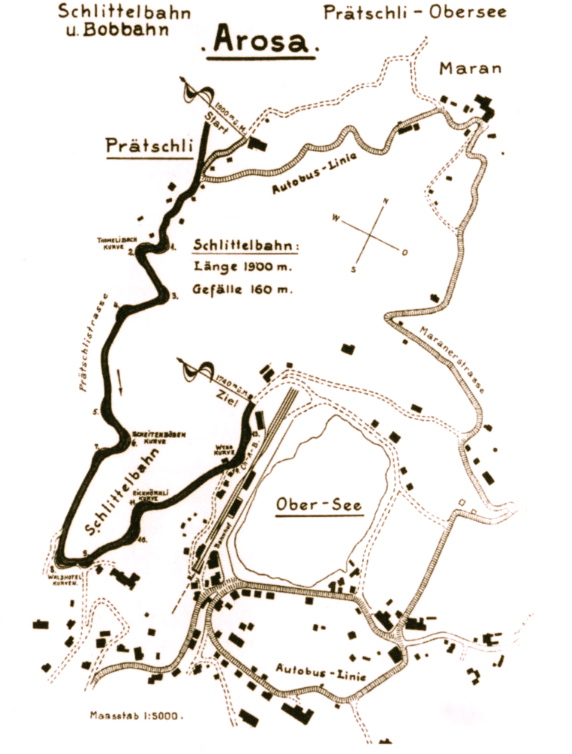
Streckenplan der Prätschlibahn

Bereits 1927 wurde nach geeigneten Alternativen für die Rütibahn gesucht, und man entwarf ein erstes Projekt einer Bobbahn vom Prätschli an den Obersee. 1930 prüfte man die Machbarkeit einer neuen Strecke nach Litzirüti; die umfangreichen Rodungen im Usserwald und die Kosten, die hiefür notwendig gewesen wären, stoppten jedoch dieses Vorhaben. 1935 erfolgte der Beschluss zum Ausbau der Prätschlistrasse in eine Bob- und Schlittelbahn. Die an Tschuggenlift und Waldhotel National vorbeiführende Strecke verfügte über eine Länge von 1806 m und überwand bei einem durchschnittlichen Gefälle von 8,6 % eine Höhe von 160 m. Der Start befand sich oberhalb des Hotels Prätschli auf 1900 m. ü. M., das Ziel auf der Tomelistrasse hinter dem Bahnhof Arosa. Die Anlage verfügte über 13 ausgebaute Kurven und war insbesondere für Zweierbobs, Skeletons und Schlitten ausgelegt. Grössere Ausbauten der Anlage erfolgten in den Jahren 1938 und 1941. Der jährliche Höhepunkt auf der Prätschlistrecke war der Aroser Grand Prix. Der Streckenrekord lag bei 2:52,6 Minuten. 1942, 1944 und 1945 führte der Schweizerische Schlittensport-Verband auf der Prätschlibahn die nationalen Meisterschaften für Zweierbobs und Schlitten durch. 1946 wurde die Anlage insbesondere von amerikanischen Armeeurlaubern benutzt. Da sich die Bahn für Viererbobs nicht eignete und man bei den verantwortlichen Stellen zur Ansicht gekommen war, der nun recht professionalisiert gewordene Bobsport stosse bei den anwesenden Gästen nicht mehr auf ein genügend grosses Interesse, wurde ab 1947 auf den Bau der Prätschlibahn verzichtet. Ein vom Schlittelclub Arosa lancierter Ideenwettbewerb für eine gänzlich neue Bobbahn trug keine genügenden Früchte, womit das Ende des Bob- und Rennrodelsports in Arosa besiegelt war.

## Bobschule

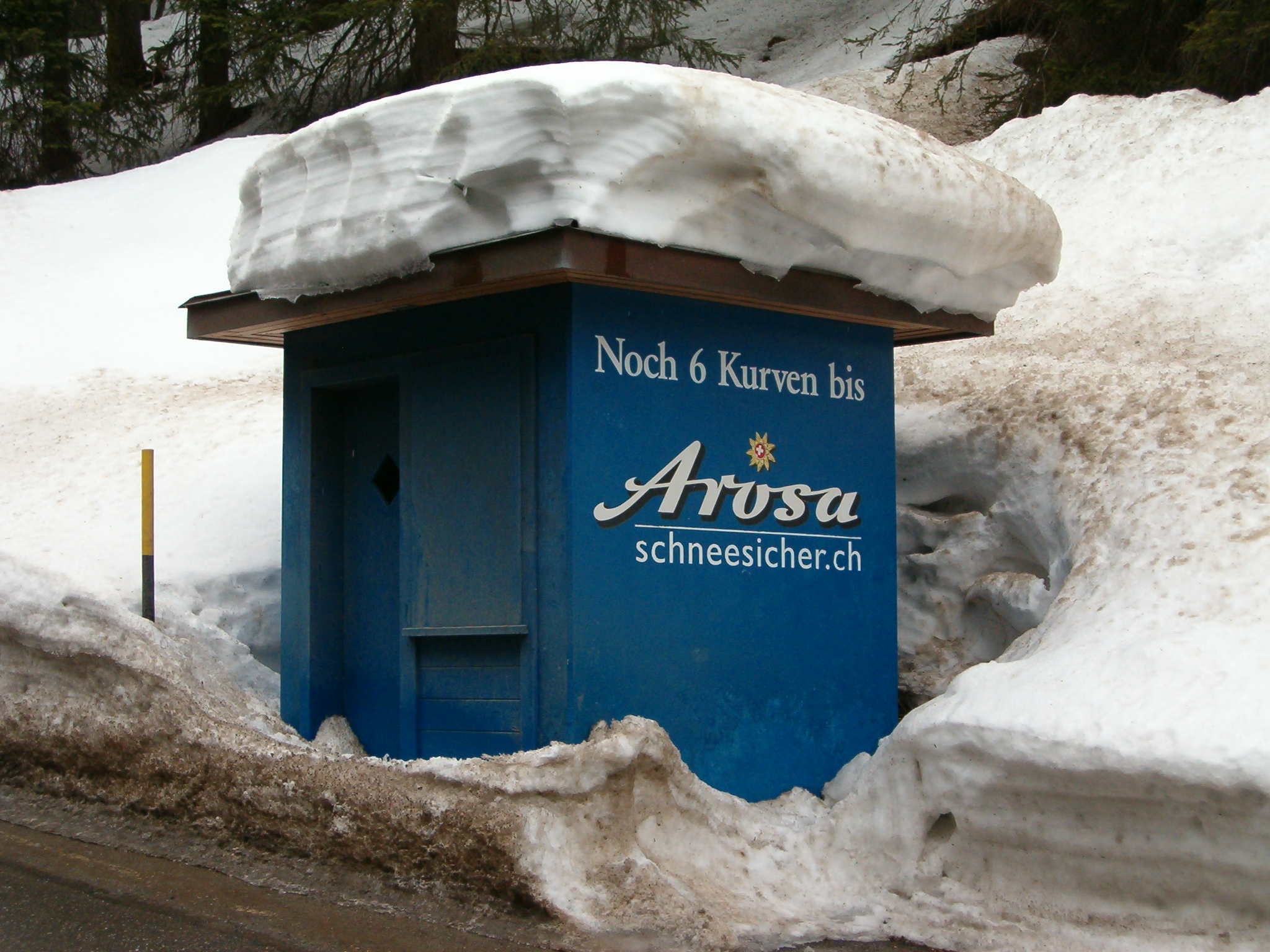
Das Starthaus der Rütibahn dient heute als Werbeträger

Trotz der schwierigen Situation mitten im Krieg eröffnete der Schlittelclub Arosa 1942/43 die erste Schweizerische Bobschule. Vom 22. Januar 1943 an wurde während einer Woche Bobunterricht erteilt. Mit der Nichtfortführung der Bobbahnen ab 1947 wurde auch der Betrieb der Bobschule wieder eingestellt.

## Heutige Situation
Seit 1947 werden in Arosa keine Bahnen mehr zur Sportzwecken gebaut. 1967 erfolgte für rund SFr. 100'000.-- der Bau der Schlittelbahn Tschuggen-Tschuggen Grand Hotel – seit 2011 mit einer Variante zur Talstation der Gondelbahn Kulm – und vor einigen Jahren der Neubau der beleuchteten Schlittelstrecke Prätschli-Seewinkel. Eine knapp drei Kilometer lange Strecke führt zudem auf dem Wanderweg vom Untersee via Stausee in die Litzirüti. Diese Anlagen dienen einzig dem allgemeinen Tourismusbetrieb und lassen keine qualifizierten Rennen mehr zu. Das alte Starthaus der Rütibahn konnte Mitte der 1990er-Jahre vor dem Rückbau bewahrt werden und wurde äusserlich neu gestaltet.